# Maoriata vulgaris
Maoriata vulgaris is een spinnensoort in de taxonomische indeling van de Orsolobidae.
Het dier behoort tot het geslacht Maoriata. De wetenschappelijke naam van de soort werd voor het eerst geldig gepubliceerd in 1985 door Raymond Robert Forster & Norman I. Platnick.